# فهرست ایستگاه‌های راه‌آهن در ارمنستان
در زیر ایستگاه‌های راه‌آهن در ارمنستان (انگلیسی: railway stations in Armenia) آورده شده‌است:

## نقشه‌ها
- UN Map
- UNHCR Atlas Map

## ایستگاه‌ها

### موجود
- ایروان
- نوراگاویت
- ماسیس - تقاطع
- آرتاشات
- آیگاوان
- آرارات
- سیس
- هایکاشن

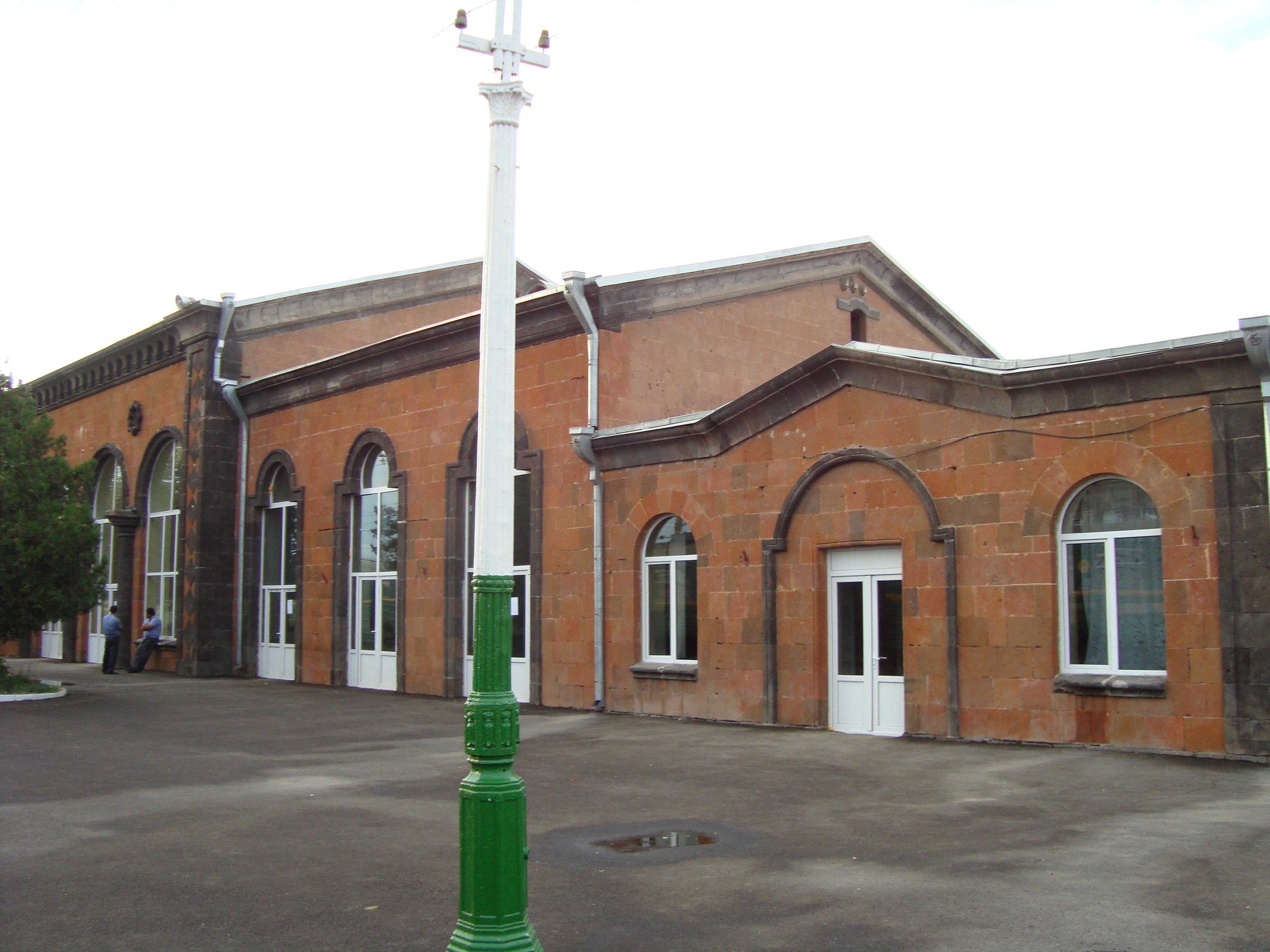
ایستگاه راه‌آهن آرماویر

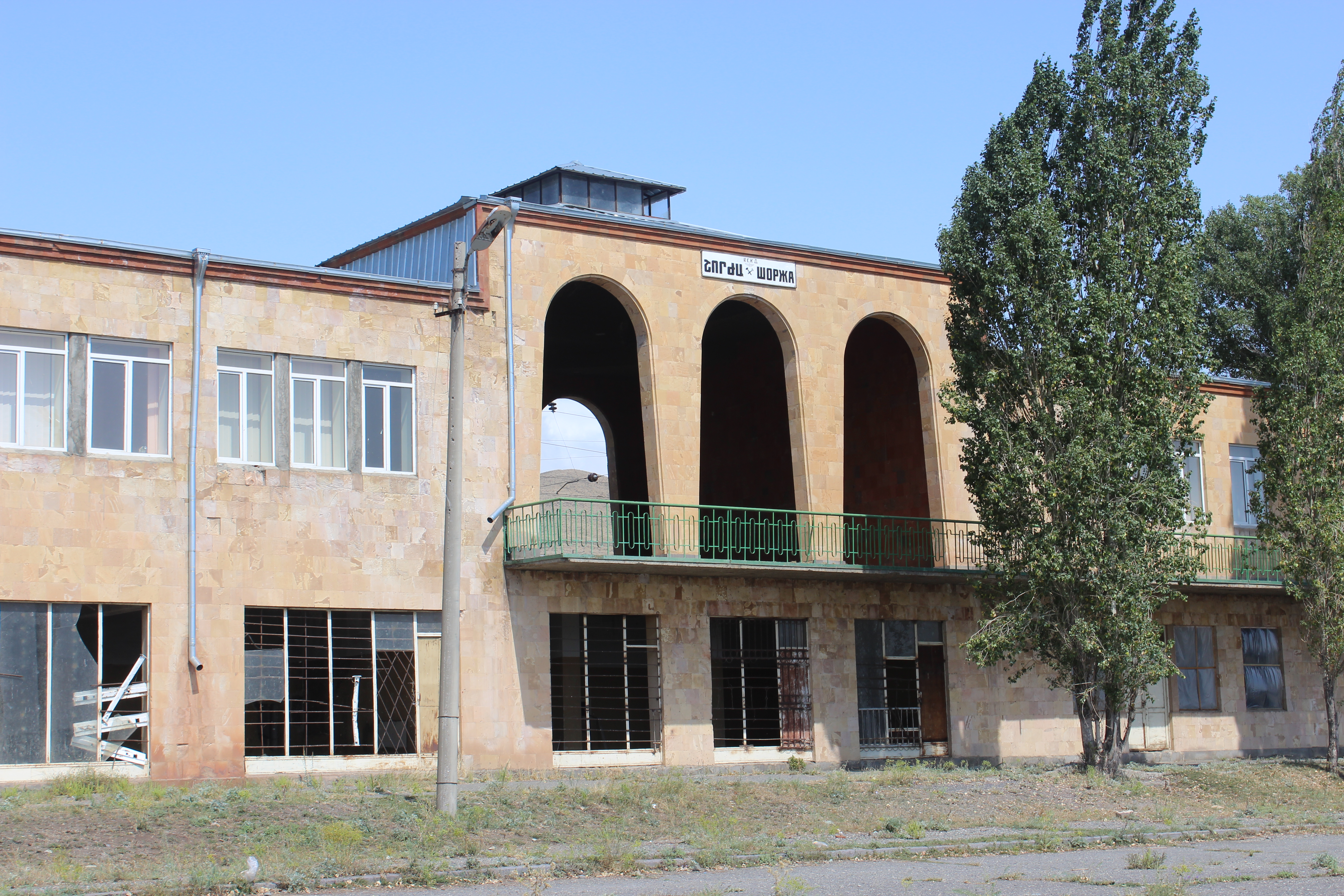
ایستگاه راه‌آهن شورژا

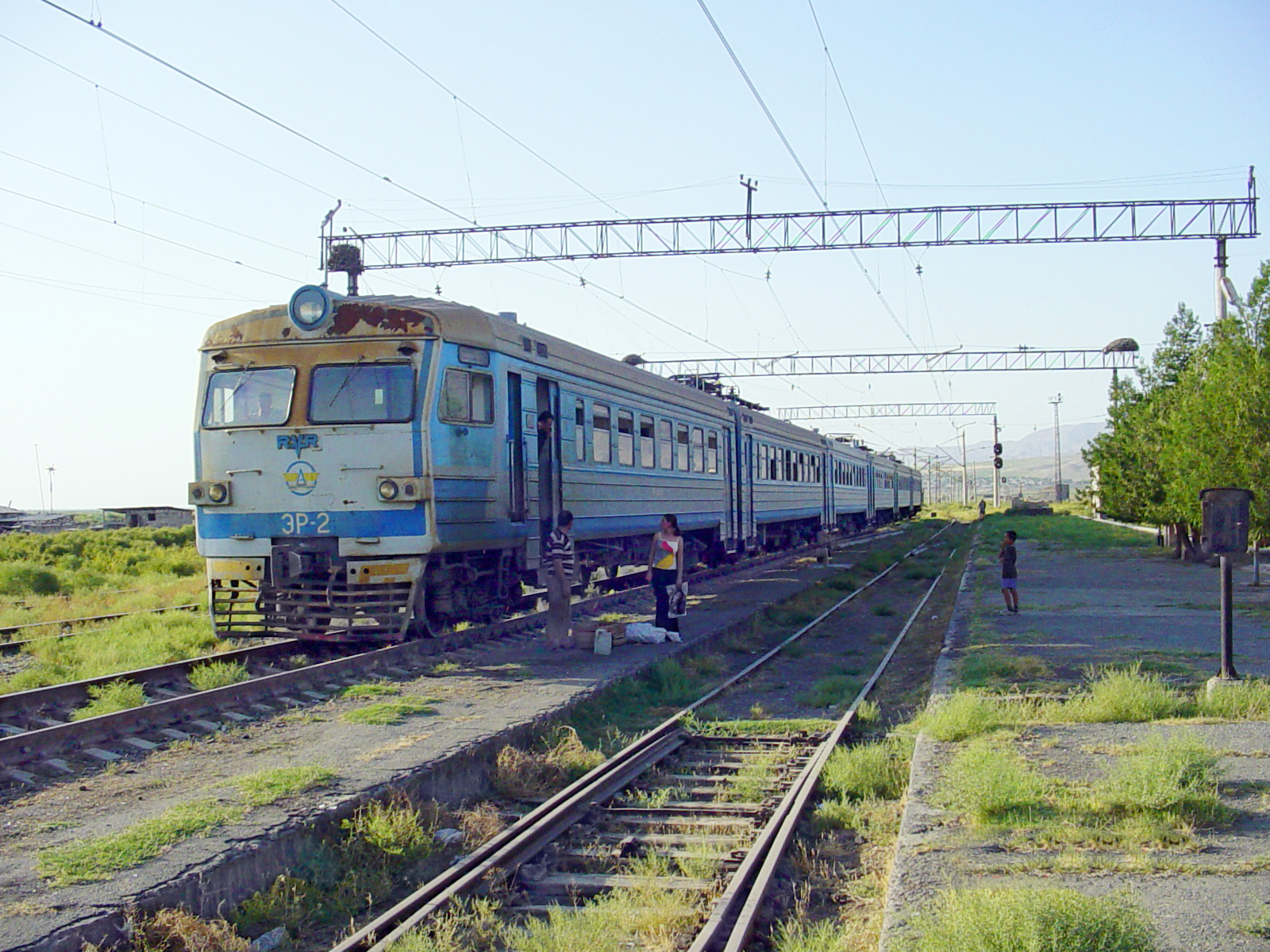
یک قطار متوقف در یراسخ

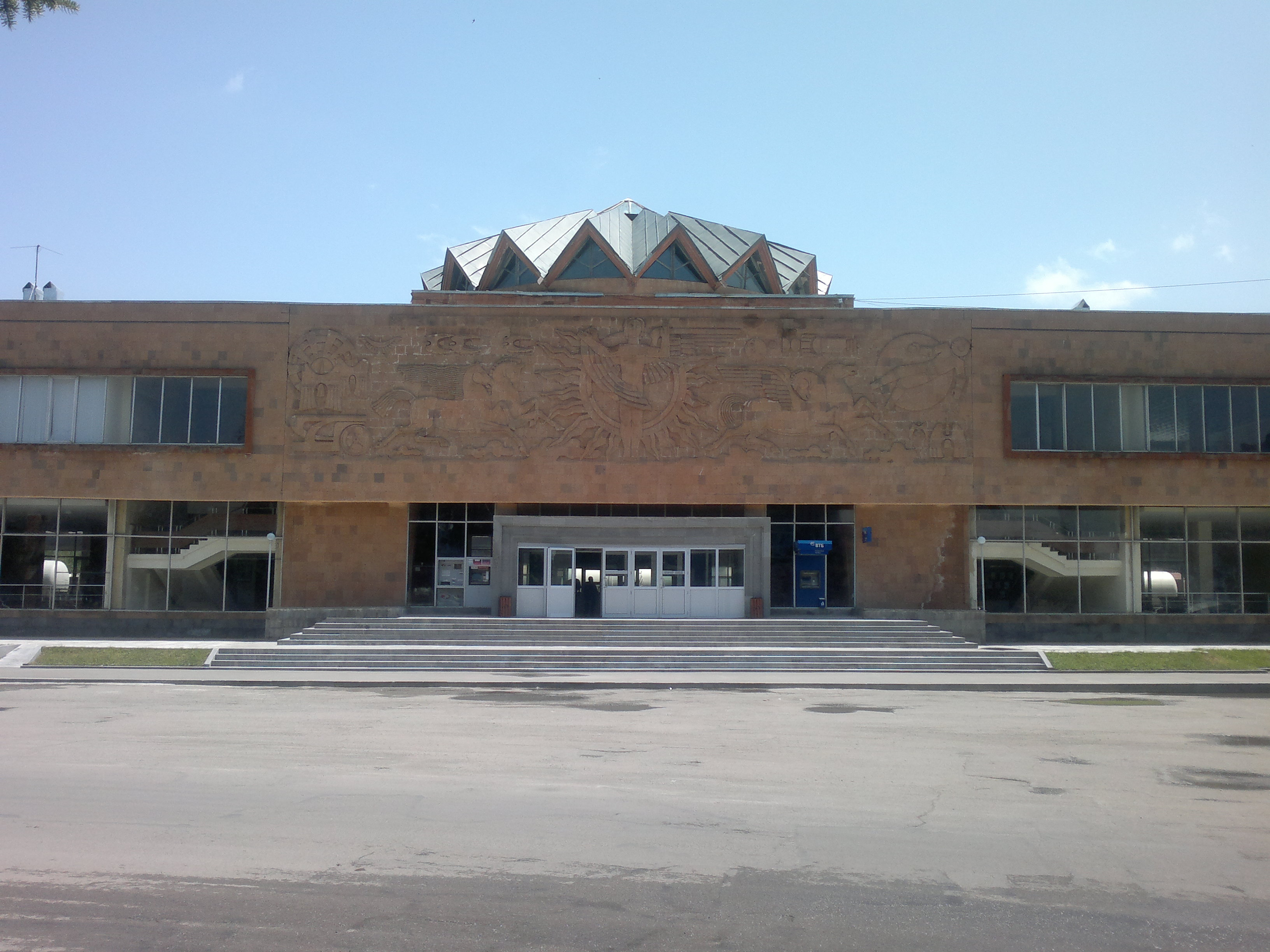
ایستگاه راه‌آهن گیومری

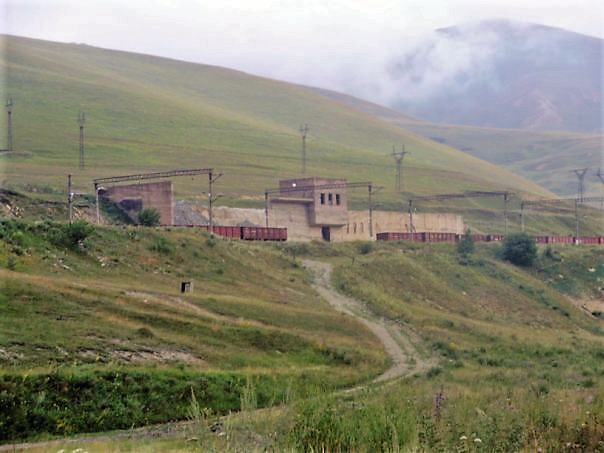
ایستگاه ستُک، هم اکنون غیرکاربردی

- اچمیاتسین در واقع در روستای جرارات، آرماویر
- آرتاشار
- سُوتاکان (آلاشکرت کنونی)
- مرگاشات
- آرماویر، ارمنستان
- میاسنیکیان در روستای میاسنیکیان
- هرازدان
- سولاک
- چارنتساوان
- نورنوس
- آبوویان
- کاناکر
- ایروان در شمالشرقی ایروان
- ددماشن
- تساغکونک
- وارسر
- سوان
- جزیره سوان
- تسوواگیوغ
- دراختیک
- شورژا
- آرارات station serving جنوبشرقی روستای آرارات
- آرماش
- یراسخ
- دالاریک
- کاراکرت
- آرتنی
- آراگاتساوان station serving آراگاتساوان
- آنیاوان
- آغین
- بایاندور
- گیومری

### طراحی شده
- آشتاراک
- گیومری[۱]